# ディスクジャケット

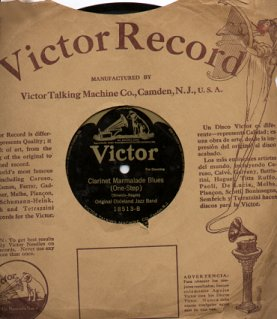
レコードのジャケット（スリーヴ）

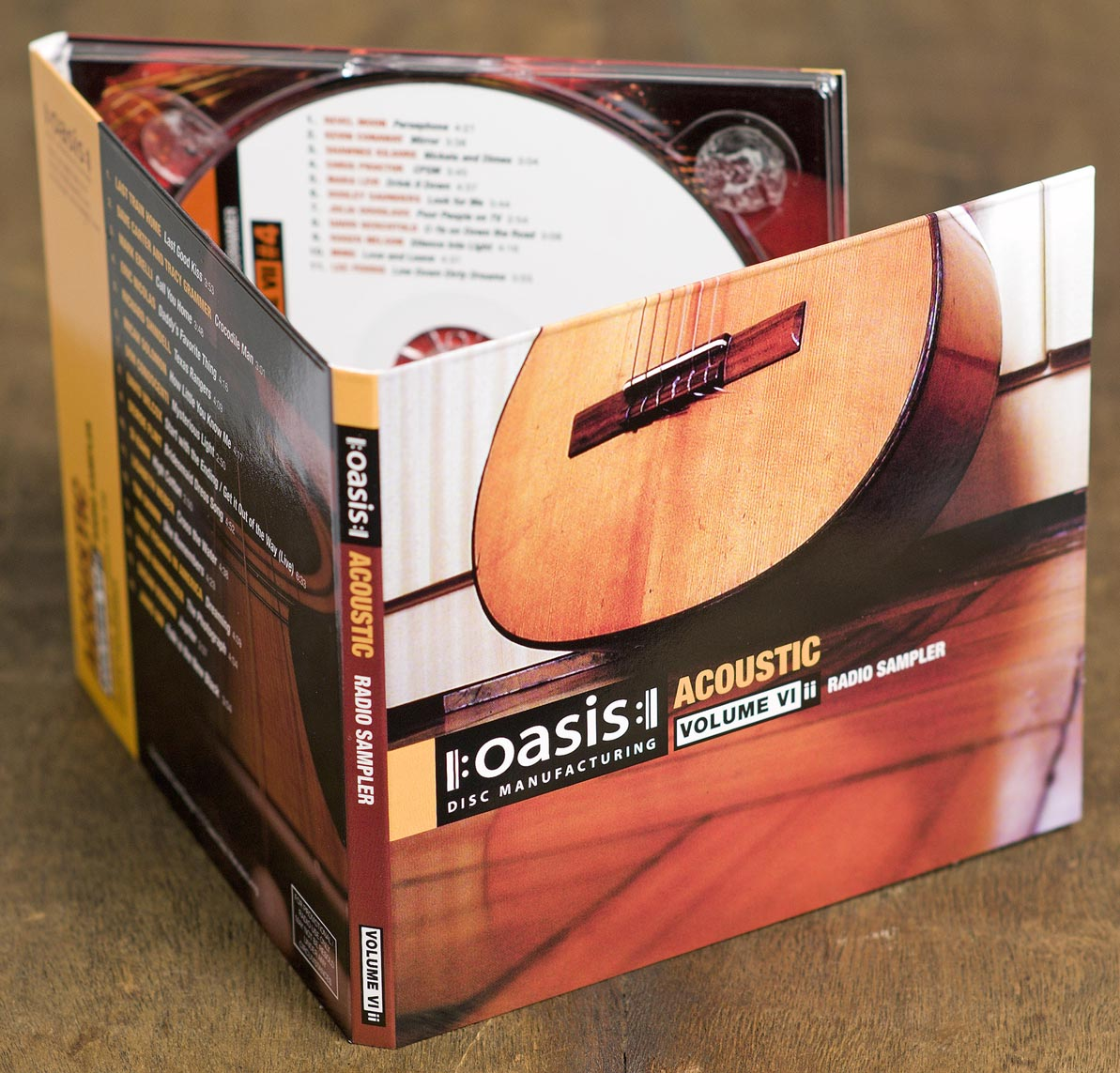
凝った構造のCDジャケット（デジパック）

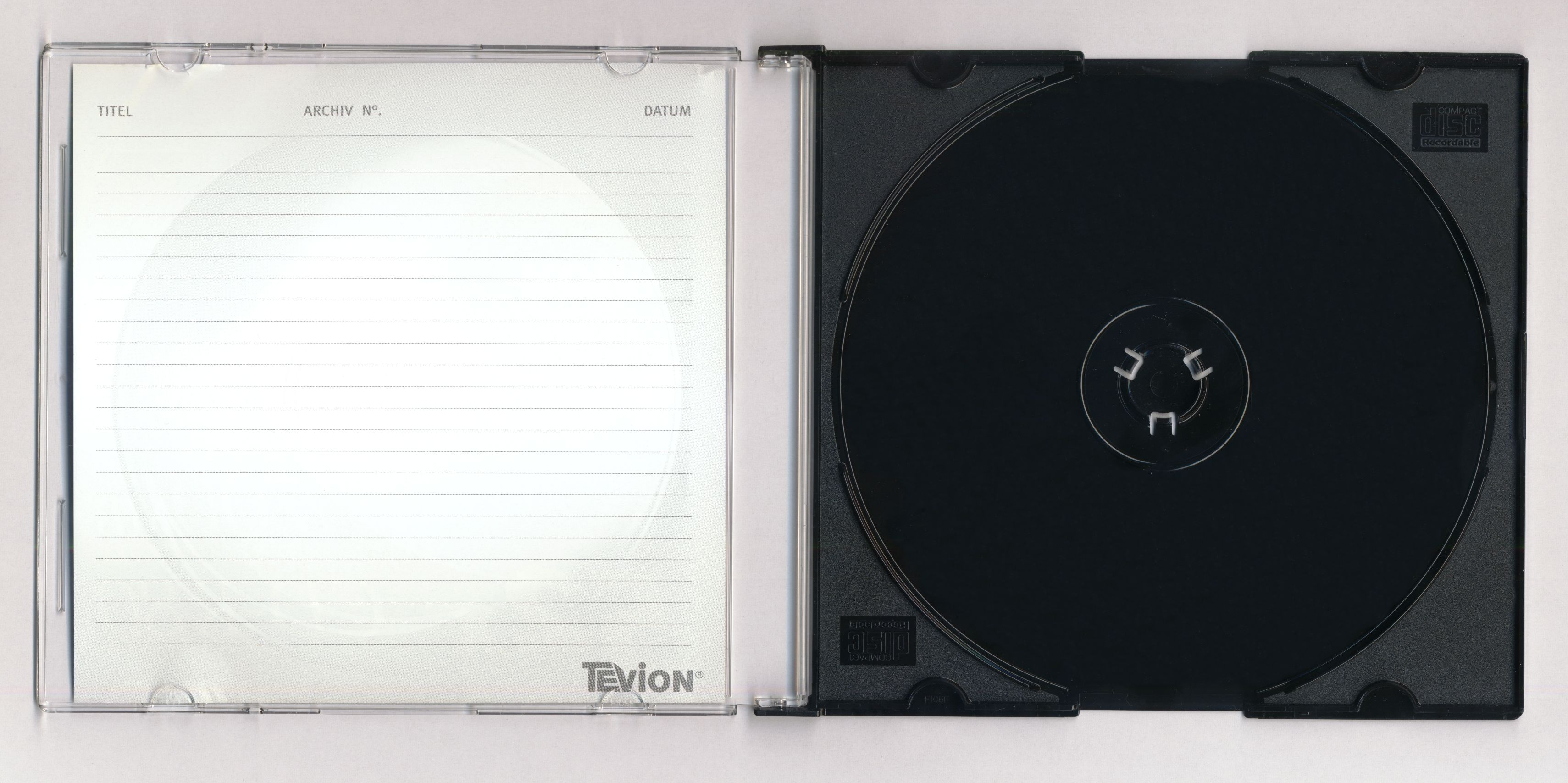
ジュエルケースのリーフレット（左、裏側から）

ディスクジャケット（英: disc jacket）とは、レコード、コンパクトディスク（CD）、DVD、Blu-ray Disc（BD、ブルーレイディスク）などといったディスクメディアを収容する紙の外装のこと。
日本語では、単に「ジャケット」と呼ぶことが多い一方で、「レコードジャケット」「CDジャケット」などとメディアの違いに応じて使い分けもなされる。袋状・筒状などになっているときは「スリーヴ（英: sleeve）ともいう。面の表と裏で「表ジャケット（おもて - ）」「裏ジャケット（うら - ）」と呼び分けることもある。
英語 "jacket" は「物に覆いをかぶせる事」と「物に覆いをかぶせる物」を指しており、語源に最も近い「（上衣の一種である）ジャケット」（15世紀半ば初出）も、本のカバー（1886年初出）やレコードのカバーも、機械の覆いも、この意味から来ている。ディスクジャケットの場合、その覆いにあたる面に描かれたものを指して "cover art" といい、日本語でもこれを音写した外来語として「カバーアート」が広く通用する。ディスクジャケットに印刷された写真のことを、日本語では和製英語で「ジャケット写真」（ジャケ写）と呼ぶこともある。

## 各メディアのジャケット

### レコード
LPレコード（アナログレコード）のジャケットは、厚紙などでできたスリーブで、4辺のうち3辺が閉じた袋状になっている。レーベル面が見えるように中央が丸い孔や透明になっているもの、見開きジャケット（ゲートフォールド）なるものもある。
同様のスリーブジャケットはレーザーディスク（LD）などでも使われた。
シングルレコードのジャケットは、表面にタイトルとジャケット写真が印刷されたものであり、裏面に歌詞や楽譜が印刷されている場合が多い。

#### A式・E式
アルバムレコードのジャケットではA式・E式と呼ばれる種類がある。
A式とは、ボール紙製の芯材に、表面、裏面から印刷された紙を貼り付けて作られた厚手のジャケット。アメリカ（America）のレコード盤に多く、こう呼ばれるようになった。
E式とは、印刷された紙そのものを折り曲げ、作られたジャケット。イギリスのレコード盤に多く、こう呼ばれるようになった（ヨーロッパ（Europe）で多く見られるためともされている）。
日本のレコードではA式・E式どちらも取り入れており、同じアーティストでもアルバムによってA式であったり、E式であったり統一性がない場合も見られる。

### CD
CDなど音楽ディスクに多いプラスチック製のジュエルケースのジャケットは、ケースの透明な蓋の裏に差し込まれる、紙のリーフレット（1枚の紙）またはブックレット（小さな本）である。その表（おもて）面・表紙が特にジャケットと呼ばれ、裏面や内部には歌詞やクレジットなどが書かれる。裏ジャケットは、ケース内部に挟まれていて、ケースを分解しないと取り出せない。まれにブックレットが差し込まれる側を裏ジャケットとする装丁もある。シングルCDに多いスリムケースでは、裏ジャケットがなくCDのレーベル面が外から見える。CDケース（詳しくは光ディスクのケース参照）は1枚組や2枚組によっても違い、さまざまなバリエーションがあり、ケースの形状によってジャケットのサイズも異なる場合がある。

#### 紙ジャケット
紙ジャケット（かみジャケット）とは、CDやDVDなどのケースの一種。ジュエルケースを使用せず、レコードと同様に紙製のスリーヴにディスクを収納するものである。アナログレコードのジャケットに倣って開発された。「紙ジャケ」と略称される。 
中身のディスクは、プラスチック製の袋に入れられている。ジュエルケースと違い、規格が統一されていないため、微妙にサイズが違っていたり、簡素なパッケージの物から凝ったものまで、多彩なバリエーションがある。近年ではレコード時代に発売したアルバムをCDで復刻する際に、レコードのジャケット（A式・E式）をCDサイズのジャケットで模したものが発売されている。

#### デジパック
デジパックとは、厚紙のパッケージにプラスチックのトレイを接着したもの。2つ折りや3つ折り式を主流に、多彩なバリエーションがある。

### DVD、BD
DVDやBDなど映像ディスクに多いトールケースのジャケットは、ケース本体と透明プラスチックフィルムの間に挟みこまれる、紙のシートである。簡単に取り出せるが通常の使用では取り出す必要はない。表・背・裏が1つながりの1枚の紙になっている。またケースの統一性はなく、CDと同じジュエルケースで発売する場合もある。
DVDは、最初期からほとんどのケースがアマレイ社からの外注品で流通する場合が多かったが、ブルーレイではほとんどの作品において専用サイズのケースに「Blu-ray Disc」の刻印が添付された青色・黒色・ピンク色のケースが用いられる傾向にある。

### ゲーム機
2000年のPlayStation 2以降、トールケースは会社ごとにフォーマットを統一した専用品で流通を行う傾向にある。

#### PlayStation
ローンチ時から汎用のCDケースでも流通されているが、一部作品は専用の分厚いケースに入ったものが使用されている。独自仕様のケースには上下側面に「PlayStation」の刻印が入っている。2~5枚のマルチディスク作品は必ず汎用のCDケースが使用される。

#### ニンテンドー ゲームキューブ
任天堂の製品でようやくプラスチック製の完全包装式のケースが使用されるようになった最初のハード。メモリーカードを一枚格納できる。二枚組ディスクも同じ厚さの専用ケースが使用される。外箱は紙製であるため劣化しやすい。

#### Xbox、Xbox 360、Wii、Wii U
アマレイ社の刻印が入った汎用品に少し手が加えられたものが使用される。最大二枚収納できる。Xbox 360についてはアマレイ社以外のケースも塗装を統一して使用されることも多く、2013年を過ぎたころからマイクロソフトが製造する専用品に変更された。専用品はディスクロックの爪が四か所固定であるが、アマレイ社の汎用品は二か所固定である。

#### PlayStation 2
全部で三バージョンが存在し、初代と二台目の本体にのみメモリーカードホルダーが内蔵。2000年のローンチ直後はメモリーカードが入る部分に「MEMORY CARD HOLDER」の刻印がないものが使用されたが、すぐに二代目にとって代わられた。三代目は2004年ごろから少数流通しており、ケース全体が全て汎用品仕様となったことによりメモリーカードホルダーが廃止。全バージョンがアマレイ社による製造である。

#### ニンテンドーDS、ニンテンドー3DS
四角型のケースが使用された。DSのケースにはゲームボーイアドバンス用のカートリッジホルダーが存在する。3DSのケースは過度に肉抜きが細工され、DSのケースよりもやや薄くなったものが使用されている。

#### Nintendo Switch
縦向きはブルーレイディスク用ケースと同じサイズだが、横と厚さがかなりカットされた縦長のケースが使用（塗装されていない透明のケースである）。カセットが入る箇所の上にサイズの小さい用紙を挟むことができる。

#### PlayStation Portable
透明の縦長のケースが使用。UMDは最大二枚入る。

#### PlayStation Vita
薄めかつわずかに縦長な程度のケースに変更されたが、透明でない青色のケースが使用されている。

#### PlayStation 3
ブルーレイディスクと同じサイズのジャケットが入るものが使用されているが、ケースが無色透明。2009年までは「PLAYSTATION3」の文字とBlu-ray Discの刻印が上部に併記されていたが、2009年以降はPLAYSTATION3の文字が削除。

#### PlayStation 4、PlayStation 5
青色のケースが使用。PS3とほぼ同じ寸法のケースであるが、上部分にもジャケットが入る仕様となった。また、ディスクロックの下にディスクを浮かすための爪が追加された。海外のディスク版ではまれに、ディスクロッキングの形状が異なる別企業が製造したケースが使用されていることもある。
安全上の警告はPS4，PS5とともに2024年現在はジャケット裏面の左側に記載されている。ただし、PS5のみ2021年ごろまでの一部作品では安全上の警告を一枚の要素の挿入で済ませる場合があった。

#### Xbox One、Xbox Series X
ケースは何段階かに分かってマイナーチェンジが行われているが、ケース自体はPlayStation 4よりも薄い形状となっている。
1. 上部分に"XBOX ONE"とXBOXロゴの刻印が白ペイントで追記されたケースが使用。裏面には「Microsoft」のロゴが追加。ディスクはジャケット表側に固定され、ジャケット内部の右側にXBOXマークが追加されている。ケースのロッキングが頑丈すぎるため、ケースが経年劣化すると破損しやすい。
2. 主に2017年以降に変更。ディスクケースの形状が大幅に変更され、ケースの色合いも少し緑寄りに修正された。ロッキングも破損しにくい形状に変更される。XBOX ONEロゴの白塗装のフレームも変更され、Microsoftフォントの左にWindowsマーク(正方形型)が追加。One X Enhancedに対応した作品かどうかは「4K HDR」などの表記や裏面の詳細表記で確認する必要がある。
3. 2020年以降は、Series X/Sの登場に伴い、「XBOX ONE」ロゴが「XBOX」に変更され、ケースの左上に「X」マークのシールが張られる場合がある。また、OneとSeries X間の互換表記がジャケット用紙に追加される。
4. 2021年以降は、「XBOX」ロゴが消滅し、PS4と同じサイズのジャケット用紙が入るケースに変更される。
5. 2024年以降（コール オブ デューティ ブラックオプス 6より後に出たディスク版）はディスクジャケットのデザインが変更され、左上の対応プラットフォーム表記用のアイコンが右上に移動する。

## グラフィックデザインとしてのジャケット
ジャケットは、ディスク・パッケージの外見を構成するため、視覚デザイン上最も重要な、ブックデザインでの表紙にあたる要素となる。ジャケット面はディスクを代表するデザインとされ、雑誌やウェブページなどのディスク紹介では、ジャケット面が印刷や表示される。

## ジャケットを利用した商品
1982年4月、ワコールはレコードジャケットにレコード盤型の厚紙と下着（シェイプパンツ）を封入して販売したところ、若い女性に受けて6000枚が早期に完売した。

## ジャケットサイズ
携帯用プレイヤー・録音再生機器においては、投影面積を各メディアのディスクジャケットに近づける試みがなされており、そうした機器では「ジャケットサイズ」が謳われていた。